# Апікомплексні

Життєвий цикл apicomplexa: 1 — зигота, 2 — спороцити, 3 — мероцити, 4 —

Апікомплексні (Apicomplexa) — тип найпростіших, що включають до альвеолят. Паразити тварин, збудники інфекцій, зокрема малярії (плазмодій). Життєвий цикл доволі складний та включає як статеве, так і нестатеве розмноження.
.

## Опис
Усі представники типу — паразити безхребетних і хребетних тварин. У життєвому циклі відбувається чергування безстатевого розмноження (множинний поділ — шизогонія), статевого процесу і спорогонії. У багатьох апікомплексних (кокцидій, гемоспоридій, піроплазмід, деяких грегарин) принаймні частина життєвого циклу проходить всередині клітин господарів. Стадії, що виконують функцію проникнення в клітини (зоїти), мають специфічний комплекс органел — апікальний комплекс. Джгутики наявні тільки на стадії гамет.
Тип включає понад 5000 видів, у тому числі токсоплазма, кокцидії.

## Систематика
У межах типу виділяли такі таксони:
- Клас Conoidasida  Levine, 1988
  - Підклас Coccidiasina  Leuckart, 1879
  - Підклас Грегаріни(інші мови) (Gregarinasina(інші мови)  Dufour, 1828)
- Клас Aconoidasida  Mehlhorn, Peters et Haberkorn, 1980
  - Підклас Кров'яні споровики (Haemosporida Danilewsky, 1885)
  - Підклас Piroplasmasina Wenyon, 1926
- Клас Blastocystea  T. Cavalier-Smith, 1998